# 新塘街道 (杭州市)

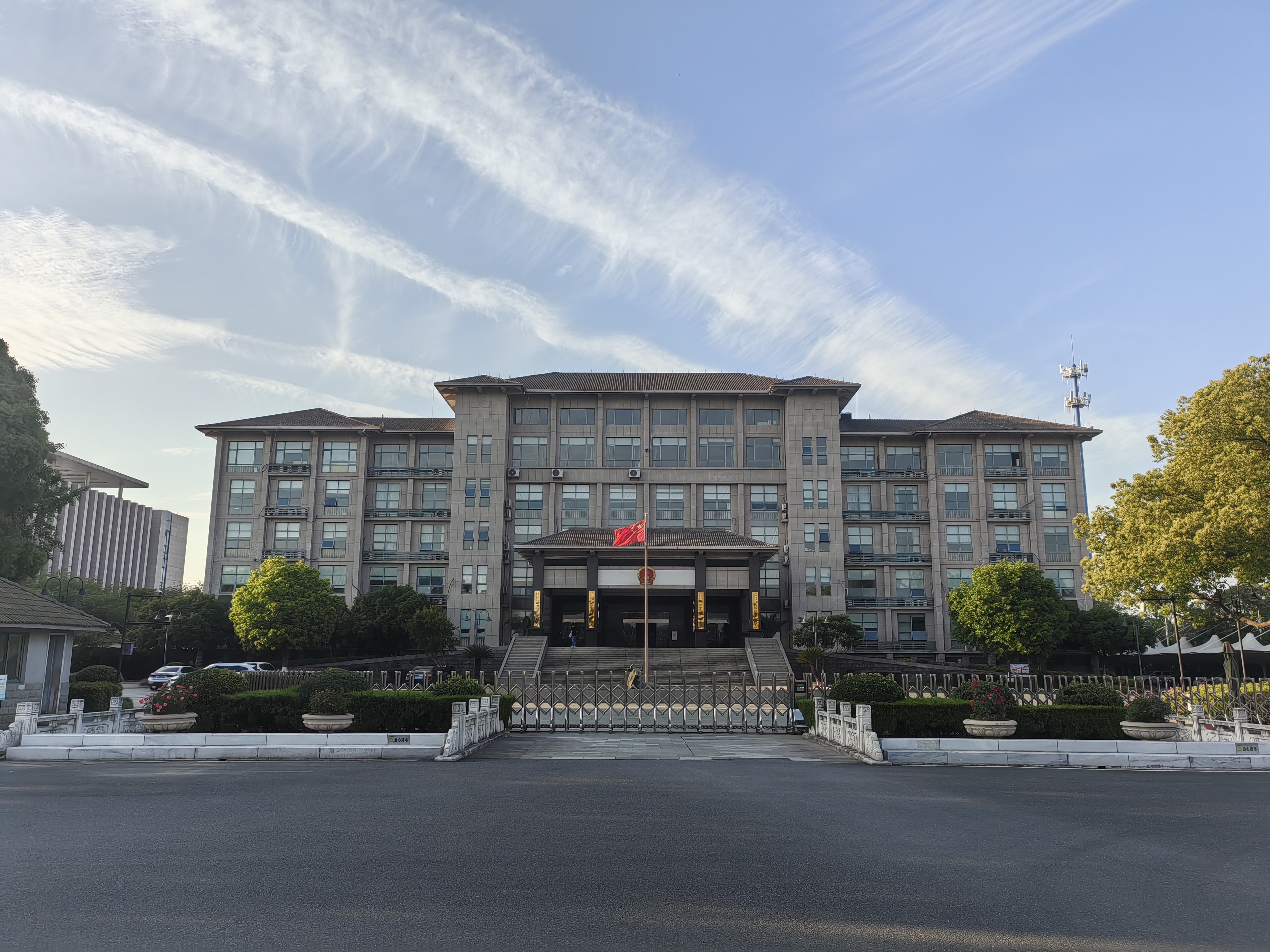
杭州市萧山区人民政府新塘街道辦事處

新塘街道，中华人民共和国浙江省杭州市萧山区下辖的一个街道，西临城厢街道、蜀山街道、北干街道，北临新街街道，东邻衙前镇，南临所前镇。辖区总面积34.8平方公里，2010年人口58499人，其中非农业人口33809人。2010年实现地区生产总值374191万元。

## 辖区
新塘街道辖有：
井头王社区、半爿街社区、商城社区、汇宇社区、畈里童社区、文源社区、姚江岸社区、吕才庄社区、王有史社区、曾家桥社区、琴山下社区、金家浜社区、董家埭社区、双桥社区、下潦社区、下畈朱社区、郎家浜社区、塘里陈社区、油树下社区、四季花城社区、泰和社区、广泽社区、楼下陈村、和平桥村、姑娘桥村、五联村、涝湖村、西许村、行头村、霞江村、桥南沈村、傅楼村、一都孙村、紫霞村、裘江新村、联华新村、新丰村、浙东村、朱家坛村和钱塘区。

## 交通
- 萧甬铁路：夏家桥站